# Mont Brûlé
Der Mont Brûlé ist ein 3578 m ü. M. hoher Berg der Walliser Alpen (Westalpen) in der Schweiz an der italienisch-schweizerischen Grenze (Aostatal in Italien und Kanton Wallis in der Schweiz).
Die Erstbesteigung erfolgte am 6. August 1892 durch Alphonse Chambrelent, André Michelin, Édouard Michelin, Pierre Puiseux, Bernard Wolff und Marc Wolff.
Auf Strassen ist der Berg in Italien via Valpelline – Place Moulin (und dann zu Fuss via Combe d’Oren – Nacamuli-Schutzhütte) bzw. in der Schweiz via Arolla erreichbar.